# دیگو لاگوس
دیگو لاگوس (انگلیسی: Diego Lagos؛ زادهٔ ۵ مارس ۱۹۸۶) بازیکن فوتبال اهل آرژانتین است.
از باشگاه‌هایی که در آن بازی کرده‌است می‌توان به باشگاه فوتبال روساریو سنترال، باشگاه فوتبال اونیورسیداد ناسیونال، و باشگاه فوتبال لانوس اشاره کرد.
وی همچنین در تیم ملی فوتبال Argentina U-17 بازی کرده‌است.